# (13650) Перимед
(13650) Перимед (лат. Perimedes, др.-греч. Περιμήδης) — типичный троянский астероид Юпитера, движущийся в точке Лагранжа L5, в 60° позади планеты. Астероид был открыт 4 октября 1996 года бельгийским астрономом Эриком Эльстом в обсерватории Ла-Силья и назван в честь Перимеда, одного из защитников Трои.

Орбита астероида Перимед и его положение в Солнечной системе